# Agelasta perplexa
Agelasta perplexa es una especie de escarabajo longicornio del género Agelasta, categorizada en la tribu Mesosini, de la subfamilia Lamiinae. Fue descrita por Pascoe en 1858.

## Descripción
Mide 11-17 mm de longitud.

## Distribución
Se distribuye por Asia: China, Japón y Corea.